# Lejb Strongin
Lejb Strongin (russisch Лев Израилевич Стронгин / Transkription: Lew Israilewitsch Strongin; wiss. Transliteration Lev Izrailevič Strongin; geb. 1896 in Minsk; gest. 1968 in Moskau) war ein sowjetischer Publizist und Verleger.

## Leben
Er war seit 1939 Direktor des sowjetischen Verlages für jüdische Literatur, des Zeitungs- und Buchverlages Der Emes in Moskau, in dem Werke in jiddischer und russischer Sprache publiziert wurden und bei dem die kommunistische gleichnamige Zeitung Der Emes („Die Wahrheit“) erschien.
Strongin arbeitete in jungen Jahren als Setzer, trat später in die Kommunistische Partei ein und wirkte in Belarus, wo er ab 1924 Direktor des Belarussischen Staatsverlages war. Strongin war Mitglied des Jüdischen Antifaschistischen Komitees (JAK / JAFK) und Redakteur der Zeitung Ejnikajt. Er wurde im Jahr 1949 verhaftet und nach Stalins Tod entlassen.
Sein Vorgänger im Verlag Der Emes, Mosche Litwakow (1875–1939), der in der Partei der Bolschewiki für die Belange der jüdischen (d. h. der jiddischen) Kultur im Auftrag der Jewsekzija zuständig war, war hingerichtet worden.
Das Schwarzbuch über den Holocaust und die Verbrechen der Wehrmacht in der Sowjetunion hätte ursprünglich im Verlag Der Emes erscheinen sollen.